# 李漢魂
李 漢魂（り かんこん）は、中華民国の軍人・政治家。国民革命軍に属し、広東派の軍人とも目される。字は伯豪。号は南華。

## 事跡

### 粤軍への加入
秀才の家庭に生まれる。李漢魂も当初は学問を志し、1911年（宣統3年）、広東大学堂専門部法科で学んだ。このときに革命思想に傾倒し、中国同盟会に加入している。
1912年（民国元年）、軍人の道に転じる決心をし、黄埔陸軍小学第6期に入学した。同期生には葉挺、張発奎、繆培南がいる。3年後に学内2位の優秀な成績を得て、湖北省武昌の南湖陸軍第二予備学堂第2期で学んだ。1917年（民国6年）、保定陸軍軍官学校歩兵科第6期で学び、1919年（民国8年）に卒業している。
卒業後、当初は山西省の閻錫山の軍に配属されたが、翌1920年（民国9年）に病を得たため帰郷した。回復後は孫文派の粤軍（広東軍）に属し、次第に昇進していく。1925年（民国14年）7月、広州に国民政府が成立し、国民革命軍の組織が開始される。9月、粤軍第1師を母体とする国民革命軍第4軍が成立し、李漢魂は第4軍第12師中校参謀処長に任ぜられた。

### 広東派としての活動
1926年（民国15年）7月、北伐が開始され、国民革命軍第4軍は湖南省方面へ出撃し、李漢魂は第4軍第12師第36団参謀長としてこれに参加した。翌月、呉佩孚率いる北京政府軍との戦いで、李は最前線で奮戦し、軍功をあげている。その後も江西省での孫伝芳との戦いでも活躍した。11月、李は第4軍幹部教導隊軍官隊上校隊長に昇進し、まもなく第25師参謀長となっている。
1927年（民国16年）4月12日に上海クーデターが発生したが、武漢国民政府は引き続き北伐を続行することになる。4月、李漢魂らの第25師は、京漢路沿線の駐馬店で数倍の奉天派の軍勢と対峙した。このとき、ソビエト連邦顧問のミハイル・ボロディンは退却を主張したが、李はここで守りを固めて第1集団軍総司令張発奎や第2集団軍総司令馮玉祥の来援を待つことを進言し、李の意見が採用される。5月、国民革命軍はついに奉天派を撃破して河南省を占領した。この軍功により、李は第25師師長に昇進している。
同年7月15日、武漢国民政府が第一次国共合作の破棄を宣言すると、李漢魂は張発奎らに従い、反共路線に転じる。8月1日、葉挺らが南昌起義を起こすと、李は張の命令によりこれを討伐した。1928年（民国17年）4月、北伐の終盤に李は耳の病気治療のため、日本を訪れている。北伐完了後に帰国し、李は第4軍から縮編された第4師で参謀長となった。
1929年（民国18年）3月、蔣桂戦争が勃発すると、蔣介石派に与した張発奎は第1路右翼軍総司令兼第4師師長に任ぜられ、李漢魂は同師副師長として新広西派討伐に従事した。9月、張が汪兆銘に呼応して反蔣の兵をあげると、李もこれに従っている。翌1930年（民国19年）の中原大戦でも張に従い反蔣軍として戦うが、7月に敗北に終わる。その後、同じ広東派の薛岳が第4師の再編の責任者となったが、李は薛と対立し、一時香港へ出奔してしまった。

### 陳済棠との対立
1931年（民国20年）2月、汪兆銘・陳済棠（広東省の実質的な支配者）らが反蔣介石を宣言して西南派を結成し、5月には広州に国民政府を分立させた。8月、李漢魂も香港から広州に戻り、広州国民政府で第1集団軍総司令部中将参議に任ぜられている。同年12月に満洲事変勃発に伴う蔣介石と西南派の大同団結を経て、李漢魂は粤西北区綏靖区綏靖委員兼広東陸軍独立第3師師長に任ぜられた。1935年（民国24年）、独立第3師は広東陸軍第2軍第6師に改編され、引き続き李が師長となり、広東東区綏靖委員も兼ねている。しかし1936年（民国25年）5月、陳は李を猜疑し、師長の職から第2軍副軍長へと移した。
同年6月、陳済棠は李宗仁ら新広西派と結び、反蔣介石の両広事変を起こした。李漢魂は上述の人事異動に不満を持っており、かつ、蔣介石からの働きかけもあったため、翌月以降、反陳の活動を展開するようになる。李は同僚の広東陸軍第1軍軍長余漢謀らの協力を得ることに成功し、同月18日には陳を下野に追い込んだ。この功績もあって、李は第2軍副軍長兼第6師師長に任ぜられている。

### 日中戦争での活躍
日中戦争（抗日戦争）が勃発すると、李漢魂は国民革命軍第64軍軍長兼第155師師長に任ぜられた。1938年（民国27年）4月、李は2個師を率いて河南省開封へ向かい、薛岳率いる第1兵団で第1路総指揮に任ぜられ、豫中戦役に参加した。李はここで勇戦し、羅王寨攻略の軍功をあげた。6月には武漢会戦に参加するため、陳誠が統轄していた第9戦区の第2兵団総司令に任ぜられ、江西省で日本軍を迎撃した。ここでも李は軍功をあげ、第8集団軍副総司令兼第29軍団軍団長に昇進している。このとき、李は薛から「鋼軍」の錦旗を授与された。
同年12月、李漢魂は広東省政府主席兼民政庁長兼全省保安司令に任ぜられて広東省に帰還し、同省の抗日戦指導に従事した。翌年3月には省党部主任委員も兼ねる。11月、第35集団軍総司令（2個軍統轄）に昇進した。李は第4戦区副司令長官兼第12集団軍総司令となっていた余漢謀と連携して、日本軍を相手に善戦している。1940年（民国29年）、李は第35集団軍総司令を辞任し、広東省の政務に専念した。

### 国共内戦、晩年
日中戦争終結後、李漢魂は第3戦区副司令長官に昇進した。その後の国共内戦の勃発に際しては、李は内戦そのものへの嫌悪感を示し、1947年（民国36年）1月に下野してしまう。その後、欧米各国を外遊していたが、1949年（民国38年）1月、李宗仁が代理総統となったのを受けて帰国する。李漢魂は李宗仁から総統府参軍長や国民政府内政部長に任ぜられた。しかし、蔣と李宗仁の対立が解消されず、蔣が大陸死守を唱えるのをみて失望し、10月には香港へ逃れた（内政部長は名義上翌年1月まで留任）。まもなく李宗仁と合流してアメリカへ去っている。
以後、李漢魂はアメリカで家族とともに静かに余生を送ることになった。1982年5月、中華人民共和国全国人民代表大会副委員長・廖承志の招請を受け、一時帰国している。このときに、鄧小平や葉剣英など最高指導者たちとも直に会見した。
1987年6月30日、ニューヨークにて病没。享年93（満91歳）。

## 注
1. ↑  『李漢魂将軍日記』による。なお周興梁「李漢魂」によれば、1894年説、1896年説も存在するという。
2. ↑  実戦部隊である師への指揮権を剥奪し、名目上の高位でしかない副軍長に移したことになる